# Henriette Seyler
Henriette Wegner (nascida em 1 de outubro de 1805 em Hamburgo, falecida em 25 de novembro de 1875 em Christiania), também conhecida como Henriette Seyler, era uma empresária e filantropo norueguesa, membro da dinastia bancária hanseática Berenberg em Hamburgo e esposa do industrial norueguês Benjamin Wegner. Ela foi co-proprietária do Berenberg Bank por um breve período e também se destacou por seu trabalho para os sem-teto na Noruega. Durante sua vida, ela era cidadã da cidade-república de Hamburgo, da França durante as Guerras Napoleônicas e, finalmente, da Noruega a partir de 1824.

## Infância em Hamburgo

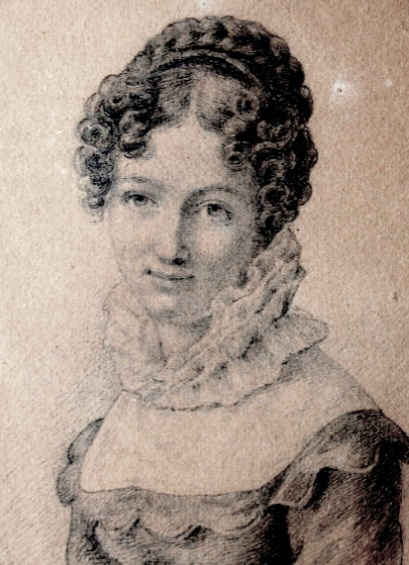
Henriette Seyler, desenhada por sua irmã Molly em 1822, com 17 anos

Nascida Henriette Seyler na cidade-república de Hamburgo, era a filha mais nova do banqueiro L.E. Seyler e Anna Henriette Gossler e neta do diretor de teatro suíço Abel Seyler e dos banqueiros de Hamburgo Johann Hinrich Gossler e Elisabeth Berenberg, cuja família de origem belga fundou o Berenberg Bank em 1590. Seu pai, L.E. Seyler, era co-proprietário do Berenberg Bank por 48 anos, além de presidente da Commerz-Deputation e membro do Parlamento de Hamburgo, e sua família era uma das famílias hanseáticas mais importantes de Hamburgo. Por parte de pai, ela era descendente do teólogo calvinista suíço Friedrich Seyler e das famílias patrícias de Basileia Burckhardt, Socin, Merian, Faesch e Meyer zum Pfeil; por parte de mãe, também era descendente de famílias como Amsinck e Welser.
No ano seguinte ao seu nascimento, Hamburgo foi ocupada pela França napoleônica e depois incorporada brevemente ao departamento de Bouches-de-l'Elbe do Império Francês, antes de se tornar uma república-cidade soberana após as Guerras Napoleônicas . Durante a ocupação francesa, seu pai foi mantido como refém, juntamente com um punhado de outros comerciantes importantes da cidade, por algum tempo, e o Banco Berenberg mais tarde mudou sua sede para sua casa particular. Como a maioria da elite de Hamburgo, a família era ferozmente anglófila.

## Vida na Noruega

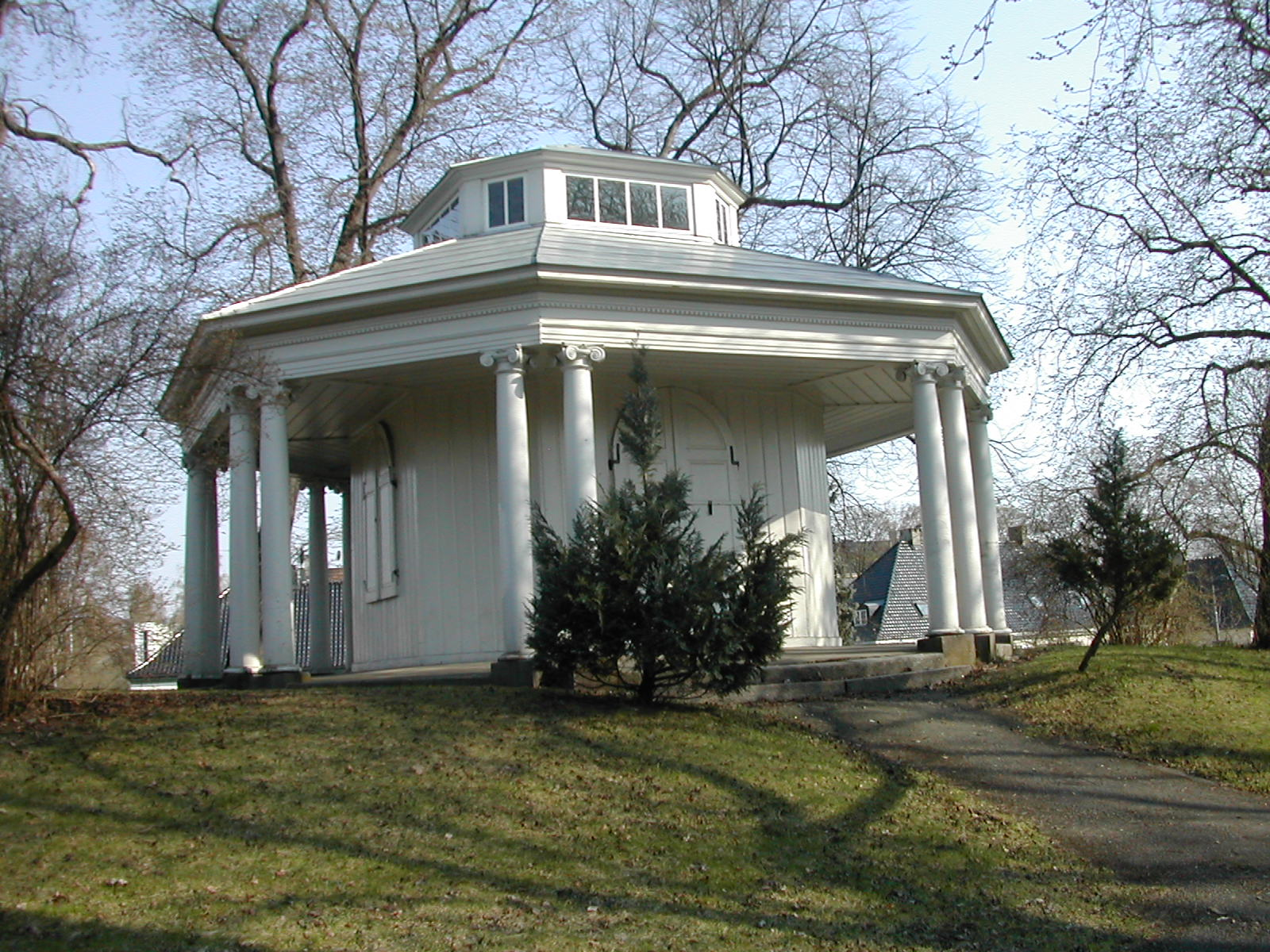
O pavilhão em Frogner Park foi um presente de casamento dado a Henriette Wegner

Em 15 de maio de 1824, casou-se com o empresário Benjamin Wegner na Igreja de São Nicolau, Hamburgo; Nascido em Königsberg, ele havia se mudado para a Noruega dois anos antes como diretor geral e co-proprietário da Blue Color Works, uma empresa de mineração e o maior fabricante mundial de azul cobalto, além da maior empresa industrial da Noruega. Mais tarde, ele também adquiriu várias outras empresas e propriedades na Noruega. Eles viveram no Fossum Manor até 1836, quando adquiriram o Frogner Manor no que é hoje o bairro de Frogner, no extremo oeste de Oslo; a propriedade também incluía Frognerseteren e partes de Nordmarka. O pavilhão neoclássico da década de 1820 encontrado em Frogner Park foi um presente de casamento dado a ela, que foi transferido da antiga casa da família, Fossum Manor, no final da década de 1830.

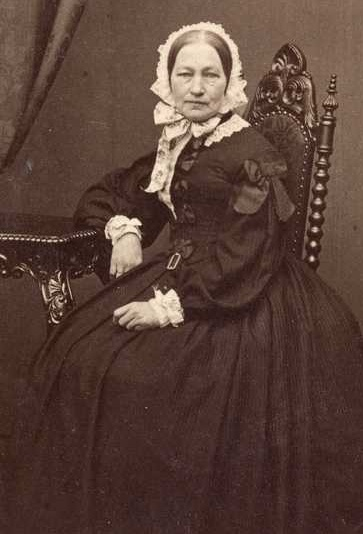
Henriette Wegner, ca. 1860

Como esposa de um dos principais industriais e amantes da Noruega de Frogner Manor, ela era uma das principais mulheres da alta sociedade norueguesa, particularmente a partir da década de 1830, quando a família mudou-se da zona rural de Modum para a Frogner Manor fora da capital. Após a morte de seu pai, ela era co-proprietária do Berenberg Bank em Hamburgo até 31 de dezembro de 1836, embora seus interesses fossem administrados pelo cunhado. Por contemporâneos, ela foi descrita como uma personagem "adorável". Ela também se destacou por seu compromisso social e foi presidente e membro do conselho da Norwegian Charity for the Homeless por mais de vinte anos. Ela também doou uma quantia substancial para ajudar os sem-teto.

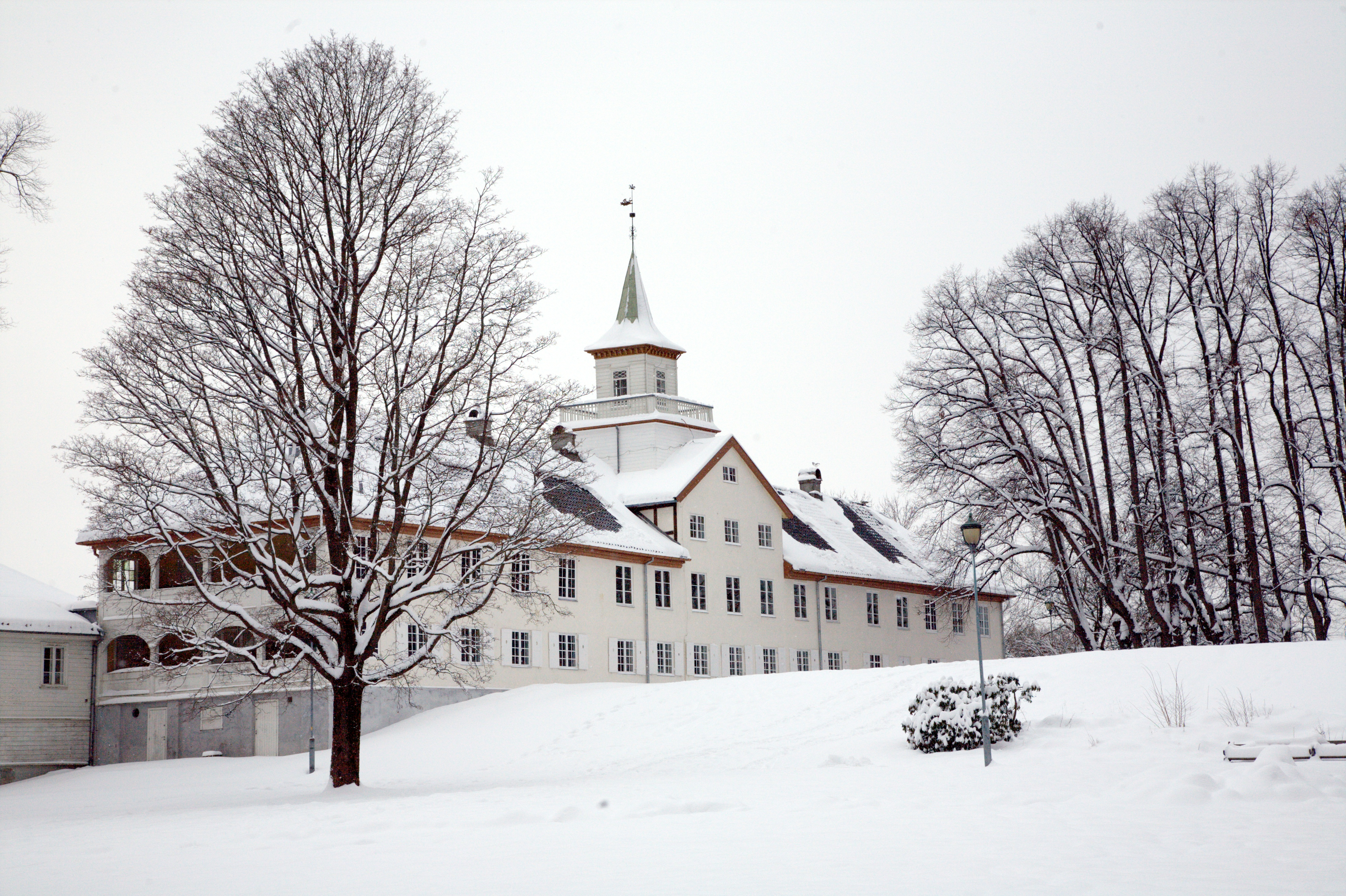
Frogner Manor

O autor Willibald Alexis descreve sua visita a Benjamin e Henriette Wegner no Fossum Manor no livro Herbstreise durch Scandinavien ("Uma viagem de outono pela Escandinávia") de 1828.
Ela teve seis filhos, dos quais cinco sobreviveram até a idade adulta. Seu filho mais velho, Johann Ludwig Wegner (1830-1893), foi juiz e casou-se com Blanca Bretteville, filha do primeiro-ministro Christian Zetlitz Bretteville; seu segundo filho, Heinrich Benjamin Wegner (1833-1911), era comerciante de madeira e casou-se com Henriette Vibe, filha do filólogo clássico Ludvig Vibe; sua filha mais velha, Sophie Wegner (1838–1906), casou-se com o coronel e assessor de campo com o rei Charles Hans Jacob Nørregaard; sua filha caçula Anna Henriette Wegner (1841–1918) casou-se com o teólogo Bernhard Pauss; seu filho mais novo, George Wegner (1847-1881), foi um advogado supremo da corte.
Ela foi enterrada em 30 de novembro de 1875 no cemitério Gamle Aker em Oslo.